# کرامه (آلمان)
کرامه (به آلمانی: Cramme) یک شهر  در آلمان است که در وولفنبوتل واقع شده‌است. کرامه ۹۹۴ نفر جمعیت دارد.